# Прилучный (гора)
Прилучный — гора в  Украинских Карпатах. Расположена в южной части  Верховинского района  Ивано-Франковской области, юго-западнее села Нижний Яловец и юго-восточнее села  Буркут.
Высота 1646 м. Расположена в западной части  хребта Прилучный, на междуречье верховьев  Белого и Чёрного Черемоша. Склоны горы сравнительно пологие (кроме юго-восточных), значительные площади занимают полонины. Вершина незалесненная.
Прилучный лежит на стыке двух горных массивов —  Гринявских гор и  Чивчинских гор (часть Мармарошского массива).